# Mühlenstraße 55 (Stralsund)
Das Wohnhaus Mühlenstraße 55 in Stralsund ist ein denkmalgeschütztes Bauwerk in der Mühlenstraße.

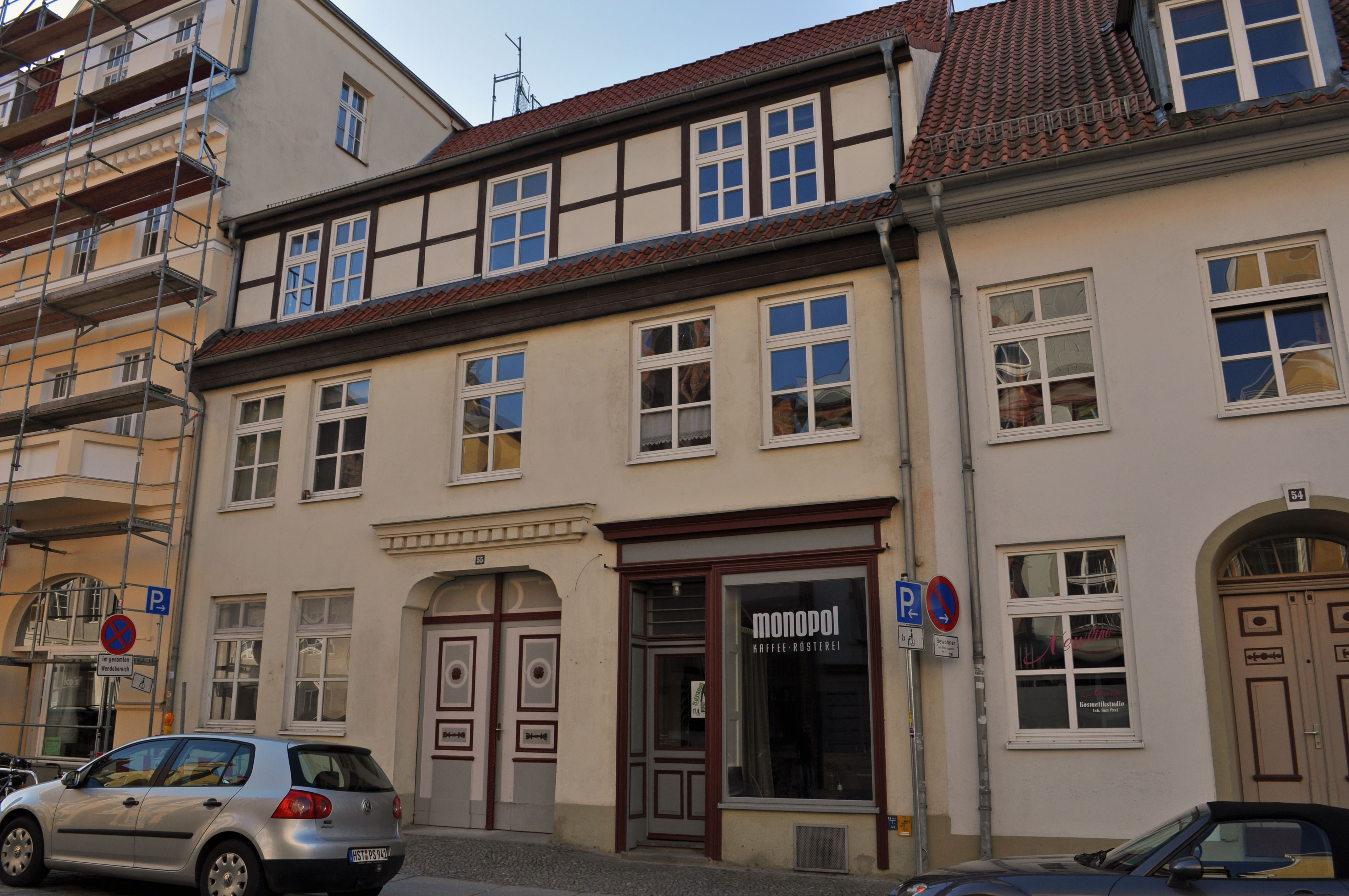
Haus Mühlenstraße 55 in Stralsund (2012)

Das Gebäude wurde in der zweiten Hälfte des 18. Jahrhunderts als zweigeschossiges Traufenhaus errichtet. In dem Putzbau befand sich die „Posthalterei“.  Das breite Korbbogenportal weist eine doppelflüglige Haustür vom Beginn des 19. Jahrhunderts auf. Nachträglich wurde das Dach in Fachwerk ausgebaut und in den beiden westlichen Achsen ein Laden eingebaut.
Das Haus im Kerngebiet des von der UNESCO als Weltkulturerbe anerkannten Stadtgebietes des Kulturgutes „Historische Altstädte Stralsund und Wismar“ ist in die Liste der Baudenkmale in Stralsund eingetragen.